# Otoniel Mota
Otoniel Mota, auch: Othoniel Motta, (* 16. April 1878 in Porto Feliz, São Paulo  (Bundesstaat); † 14. August 1951 in São Paulo) war ein brasilianischer Altphilologe, Romanist, Lusitanist, Grammatiker und Übersetzer.

## Leben
Otoniel Mota studierte am Seminar der Presbyterianischen Kirche Brasiliens und wurde 1910 Pastor und Professor für Exegese und Biblische Archäologie, ferner Gymnasiallehrer für Portugiesisch im Bundesstaat São Paulo. 1924 ging er in die Stadt São Paulo zurück und gründete 1928 zur Unterstützung der Tuberkulosekranken die heute noch blühende Associação Evangélica Beneficente (AEB, Evangelischer Wohltätigkeitsverein). 
Mota war von 1936 bis 1939 an der 1934 neu gegründeten Universität von São Paulo  (als Nachfolger des Portugiesen Francisco da Luz Rebelo Gonçalves) der erste brasilianische Lehrstuhlinhaber für Portugiesisch (Nachfolger: Francisco da Silveira Bueno). Er leitete die Stadtbibliothek von São Paulo.
Mota war Mitglied der Academia Paulista de Letras (Cadeira 17).

## Schriften
- Ensaio linguistico, Rio de Janeiro 1905
- Lições de português, São Paulo 1915, 1941
- O meu idioma, Campinas 1916
- (Hrsg.) Luís de Camões, Os Lusiadas, São Paulo   1917
- Algum riso, muito siso, Campinas 1918
- Selvas e choças, São Paulo 1927
- Israel. Sua terra e seu livro, São Paulo 1930
- Chave da lingua. Primeiras noções de gramatica ministradas á infancia, São Paulo 1933
- Horas philologicas, São Paulo 1937
- Perde-Ganha, Rio de Janeiro 1937
- (Hrsg.) Seleta moderna, São Paulo 1940 (Literarische Anthologie)
- Do rancho ao palacio. Evoluçao da civilizaçao paulista, São Paulo 1941